# Ceinture noire (album)
Pour les articles homonymes, voir Ceinture noire.
Albums de Maître Gims
Mon cœur avait raison
(2015) Le Fléau
(2020)
Singles
1. Ana Fi Dar
Sortie : 28 mai 2017
2. Caméléon
Sortie : 10 novembre 2017
3. Mi Gna (avec Super Sako et Hayko)
Sortie : 19 janvier 2018
4. La Même (en duo avec Vianney)
Sortie : 9 mars 2018
5. Loup-garou (feat.  Sofiane)
Sortie : 9 mars 2018
6. Bella ciao (en quintette avec Vitaa, Dadju, Slimane et Naestro)
Sortie : 1er juin 2018
7. Corazón (Remix) (feat. Lil Wayne et French Montana)
Sortie : 29 juin 2018
8. Oulala
Sortie : 20 juillet 2018
9. Lo mismo (feat. Álvaro Soler)
Sortie : 24 août 2018
10. Le Pire
Sortie : 26 octobre 2018
11. Tu ne le vois pas (feat. Dadju)
Sortie : 12 décembre 2018
12. Malheur, Malheur
Sortie : 1er mai 2020

Ceinture noire est le troisième album studio du rappeur congolais Maître Gims, sorti le 23 mars 2018 sur les labels TF1 Musique et Play Two.
L'album a été réédité plusieurs fois : la version intégrale est sortie le 24 août 2018, la réédition Transcendance est sortie le 26 avril 2019 et une nouvelle réédition Décennie avec quatre nouveaux titres est sortie le 6 décembre 2019.

## Genèse
À la suite de l'élection de Donald Trump aux États-Unis le 8 novembre 2016, Gims marque sa colère sur Instagram en annonçant qu'il arrête la musique le lendemain, un « poisson d'avril » très marqué quelques heures plus tard, par l'annonce de son prochain album intitulé Ceinture noire.
À la suite d'un clash contre Dawala pour faibles droits d'auteur en décembre 2016, Gims quitte le label Wati B et signe chez TF1 Musique, son prochain album est annoncé être sous le label Play Two,.

## Historique
Le 7 mai 2017, peu de temps après son annonce officielle, Gims publie un extrait exclusif d'un morceau sur son compte Instagram intitulé Marabout où on l'entend régler ses comptes avec une personne en particulier. Le son avec le clip entier (réalisé par Daylight productions) sort officiellement sur sa nouvelle chaîne YouTube le 12 mai 2017. Le 26 mai, Meugi publie un nouvel extrait intitulé Ana Fi Dar, où on retrouve le Gims de l'époque, très « kickeur »[pas clair].
Après un piratage de son compte Twitter le 7 mars 2018, le pirate dévoile deux morceaux de l'album que sont La Même en duo avec Vianney ainsi que Loup-garou avec Sofiane. Ces deux morceaux semblent être un avant goût de l'album étant donné qu'il annonce le 29 septembre 2017 sur ces réseaux sociaux qu'il s'absente pour « peaufiner » le premier single de l'album ce qui signifie que Marabout et Ana Fi Dar ne sont pas des singles. Le premier est un inédit et le second est inclus dans le projet.[Interprétation personnelle ?] : « Je vais m'absenter des réseaux quelque temps, quelques semaines, juste le temps de peaufiner, de finir le premier single de Ceinture noire ». 
Il effectue son retour le 5 novembre 2017 en changeant les photos de profil de tous ses réseaux sociaux pour choisir une image totalement noire, faisant référence au nom de l'album, et annonce le 7 novembre la sortie du premier single de l'album, intitulé Caméléon, sorti trois jours après, le 10 novembre 2017.

## Réception
Singles
1. Miami Vice
Sortie : 15 mars 2019
2. Hola Señorita (feat. Maluma)
Sortie : 26 avril 2019
3. 10/10 (feat. Dadju et Alonzo)
Sortie : 2 mai 2019
4. Reste (feat. Sting)
Sortie : 2 mai 2019
5. Pirate (feat. J Balvin)
Sortie : 2 mai 2019
6. En secret (feat. Vitaa)
Sortie : 2 mai 2019
7. Ceci n'est pas du rap (feat. Niro)
Sortie : 22 novembre 2019
8. Le Prix à payer
Sortie : 28 novembre 2019
9. Te Quiero (avec DJ Assad feat. Dhurata Dora)
Sortie : 5 décembre 2019

### Réception commerciale

#### Ceinture noire
L'album entre directement numéro un du top album fusionné en France avec 81 382 unités (comprenant 49 299 ventes et 32 083 équivalents-ventes). La deuxième semaine, l'opus reste en tête des ventes (streaming inclus) avec 60 457 unités (dont 36 700 ventes physiques et digitales),. Lors de sa troisième semaine, l'album comptabilise 41 086 unités (dont 22 700 ventes physiques et digitales), restant une nouvelle fois à la première place du top fusionné. La quatrième semaine, il reste en tête avec 32 598 unités (dont 16 250 ventes physiques et téléchargements). À presque un mois d'exploitation, il totalise 215 522 unités (dont 124 000 ventes physiques et digitales) dans ce pays, équivalent à la certification double Platine. Lors de sa cinquième semaine d'exploitation, il reste numéro un du top album avec 22 057 unités (dont 11 200 ventes). Lors de la semaine suivante, il reste numéro un avec 20 929 unités (11 300 ventes physiques et digitales). Lors de sa septième semaine, il reste numéro un avec 19 608 unités (dont 10 000 ventes physiques et digitales). La huitième semaine, il reste numéro un avec 16 227 unités (dont 8 200 ventes physiques et digitales). Lors de sa neuvième semaine, il reste premier avec 16 096 unités. Il est certifié triple Platine pour 310 439 unités. La dixième semaine, il descend à la seconde place du top fusionné avec 15 841 unités, derrière Bendero de Moha La Squale.  La semaine suivante, il remonte à la première place avec 13 815 autres unités. Lors de sa onzième semaine, il atteint 14 568 unités supplémentaires et conserve la pole position. Pour sa douzième semaine, il redescend à la deuxième place avec 12 174 unités, derrière le nouvel album du rappeur belge Damso, intitulé Lithopédion. Il reste neuf semaines non-consécutives à la première place des meilleures ventes (physiques et digitales). À la moitié de l'année, il atteint plus de 380 000 unités incluant le streaming.             
Le 10 octobre 2018, l'album est certifié disque de diamant, soit 500 000 exemplaires vendus en seulement six mois d'exploitation. Début janvier 2019, il dépasse le cap des 600 000 exemplaires vendus, faisant de lui le second album le plus vendu de l'année 2018 derrière Johnny Hallyday, Mon pays c'est l'amour, et devant Gentleman 2.0 de Dadju.                                                   
L'album entre en pole position en Wallonie. Il reste sept semaines consécutives à la première place avant de descendre à la deuxième place. La semaine suivante, il remonte à la première place. Il entre 28e en Flandre.           
Selon le site Mediatraffic, il débute à la sixième place du top album mondial avec 93 000 unités. La deuxième semaine, il est huitième avec 70 000 autres unités.

#### Transcendance
Une nouvelle réédition de l'album, intitulée Transcendence, bénéficiant de treize nouveaux titres inédits est sorti le 26 avril 2019 et entrera directement première place des ventes hors streaming, inclus le titre Hola Señorita en collaboration avec Maluma, le clip sera visionné plus de 26 millions de fois la première semaine, il sera par la suite certifiée single platine en Espagne.

## Clips vidéo
- Ana Fi Dar : 26 mai 2017 (réalisation : Lucas "Styck" Maggiori & Richard « Screetch » Bismuth)
- Caméléon : 12 décembre 2017 (réalisation : Lucas "Styck" Maggiori & Richard « Screetch » Bismuth)
- Mi Gna (feat. Super Sako & Hayko) : 18 janvier 2018
- Loup-garou (feat. Sofiane) : 8 mars 2018 (réalisation : Lucas "Styck" Maggiori & Richard « Screetch » Bismuth)
- Anakin[27] : 16 avril 2018 (réalisation : Lucas "Styck" Maggiori & Richard « Screetch » Bismuth)
- La Même[28] (feat. Vianney) : 20 avril 2018
- Bella Ciao (feat. Vitaa, Dadju, Slimane & Naestro) : 3 juin 2018
- Corazón (feat. Lil Wayne & French Montana ) : 28 juin 2018 (réalisation : Lucas "Styck" Maggiori & Richard « Screetch » Bismuth)
- Oulala : 20 juillet 2018 (réalisation : Lucas "Styck" Maggiori & Richard « Screetch » Bismuth)
- Lo Mismo (La Même version espagnole) (feat. Álvaro Soler) : 24 août 2018
- Le Pire : 26 octobre 2018 (réalisation : Lucas "Styck" Maggiori & Richard « Screetch » Bismuth)
- Miami Vice : 5 avril 2019
- Hola Señorita (feat. Maluma) : 10 mai 2019
- Reste (feat. Sting) : 26 août 2019
- Le Prix à payer : 28 novembre 2019
- Ceci n'est pas du rap (feat. Niro) : 29 novembre 2019 (réalisation : Lucas "Styck" Maggiori & Richard « Screetch » Bismuth)
- Entre nous c'est mort : 7 décembre 2019
- 10/10 (feat. Dadju & Alonzo) : 4 février 2020
- Na Lingui Yo : 3 juillet 2020
- Malheur malheur : 8 juillet 2020
- Pirate (feat. J. Balvin) : 15 novembre 2020

## Liste des pistes
| 1.  | Intro                             | Gims                                                         | Renaud Rebillaud                        | 1:10 |
| 2.  | Tant pis                          | Gims - H Magnum                                              | Gims - Renaud Rebillaud                 | 3:49 |
| 3.  | Caméléon                          | Gims - Vitaa - H Magnum                                      | Renaud Rebillaud                        | 3:59 |
| 4.  | Fuegolando                        | Gims                                                         | Gims - Renaud Rebillaud                 | 3:01 |
| 5.  | La Même (feat. Vianney)           | Gims - Vianney                                               | Vianney - Renaud Rebillaud              | 3:20 |
| 6.  | Loup-garou (feat. Sofiane)        | Gims - Sofiane                                               | Gims - Bugatti Beatz - Renaud Rebillaud | 3:58 |
| 7.  | Entre nous c'est mort             | Gims                                                         | Bugatti Beatz - Renaud Rebillaud        | 3:38 |
| 8.  | Laissez-moi tranquille            | Gims - H Magnum                                              | soFLY et Nius                           | 3:28 |
| 9.  | Mi Gna (feat. Super Sako & Hayko) | Gims – Sarkis Balasanyan – Artak Aramyan And Araik Mouradian | Super Sako                              | 3:35 |
| 10. | Tu reviendras                     | Gims - H Magnum                                              | Renaud Rebillaud                        | 3:29 |
| 11. | Nos valeurs                       | Gims - Dany Synthé                                           | Dany Synthé                             | 3:56 |
| 12. | Tu ne le vois pas (feat. Dadju)   | Gims - Dadju                                                 | Gims - Bugatti Beatz - Renaud Rebillaud | 4:22 |
| 13. | Merci Maman                       | Gims                                                         | Dany Synthé - Nick BZ                   | 2:55 |
| 14. | T'es partie                       | Gims - H Magnum                                              | Renaud Rebillaud                        | 3:57 |
| 15. | Tu m'as dit (feat. Bedjik)        | Gims - Bedjik - H Magnum                                     | Bugatti Beatz - Renaud Rebillaud        | 3:35 |
| 16. | Oulala                            | Gims - H Magnum                                              | Gims - soFLY et Nius                    | 3:01 |
| 17. | Bonita                            | Gims - H Magnum                                              | Renaud Rebillaud                        | 3:34 |

| 18. | Le pire                                                   | Gims - H Magnum           | Renaud Rebillaud                 | 3:48 |
| 19. | Où aller                                                  | Gims - H Magnum           | Renaud Rebillaud                 | 3:56 |
| 20. | Tu m'as mis dans la merde                                 | Gims - H Magnum           | Dany Synthé - Renaud Rebillaud   | 3:52 |
| 21. | Anakin                                                    | Gims                      | Bugatti Beatz                    | 3:25 |
| 22. | Malheur, malheur                                          | Gims                      | Renaud Rebillaud                 | 3:22 |
| 23. | Mon cœur meurtri                                          | Gims - H Magnum           | Double X                         | 3:14 |
| 24. | Gunshot                                                   | Gims                      | Double X                         | 3:03 |
| 25. | La nuit c'est fait pour dormir (feat. Orelsan & H Magnum) | Gims - Orelsan - H Magnum | Bugatti Beatz - Renaud Rebillaud | 4:24 |
| 26. | Tu me l'avais promis                                      | Gims - H Magnum           | Jo A Touch                       | 4:30 |
| 27. | Corazón                                                   | Gims - H Magnum           | Renaud Rebillaud                 | 3:46 |
| 28. | Ana Fi Dar                                                | Gims - Adja Damba Dante   | Adja Damba Dante - Bugatti Beatz | 3:21 |
| 29. | Skyfall                                                   | Gims - H Magnum           | Renaud Rebillaud                 | 3:35 |
| 30. | 60 %                                                      | Gims                      | Yelatif Beatz                    | 3:49 |
| 31. | Je n'ai rien promis                                       | Gims                      | Renaud Rebillaud                 | 3:57 |

| 32. | Corazón - Remix (feat. Lil Wayne) | Gims - Lil Wayne - H Magnum      | Renaud Rebillaud             | 3:46 |
| 33. | Appelez la police (feat. MHD)     | Gims - MHD                       | Gims - Trackstorm - DJ Assad | 3:17 |
| 34. | Caméléon - Remix (feat. Quincy)   | Gims - Quincy - Vitaa - H Magnum | Renaud Rebillaud             | 3:26 |

| 35. | PS                | Gims - H Magnum | Bugatti Beatz                    | 4:11 |
| 36. | Chien de la casse | Gims            | Bugatti Beatz - Renaud Rebillaud | 2:44 |
| 37. | Je t'en veux      | Gims - H Magnum | Double X                         | 3:11 |

| 38. | Everytime                | Gims            | Renaud Rebillaud | 3:15 |
| 39. | La vérité                | Gims - H Magnum | Rim's            | 3:12 |
| 40. | Les roses ont des épines | Gims            | Dany Synthé      | 3:41 |

| 1. | Corazón - Remix (feat. Lil Wayne & French Montana) | Gims - Lil Wayne - French Montana        | Gims - Renaud Rebillaud | 3:47 |
| 2. | Lo Mismo (feat. Álvaro Soler)                      | Gims - Álvaro Soler                      | Renaud Rebillaud        | 3:20 |
| 3. | Bella Ciao (Naestro feat. Vitaa, Dadju & Slimane)  | Gims - Vitaa - Dadju - Slimane - Naestro | Naestro                 | 2:58 |
| 4. | Christophe (feat. Orelsan)                         | Orelsan - Gims                           | Phazz - Skread          | 2:46 |

### Rééditions
| 1.  | Hola Señorita (Maria) (feat. Maluma) | Gims, Maluma         | Renaud Rebillaud                                                           | 3:26 |
| 2.  | Pirate (feat. J Balvin)              | Gims, J Balvin       | soFLY et Nius                                                              | 2:42 |
| 3.  | En secret (feat. Vitaa)              | Gims, Vitaa          | Renaud Rebillaud, Wisla & Bugatti Beatz                                    | 3:12 |
| 4.  | 10/10 (feat. Dadju & Alonzo)         | Gims, Dadju & Alonzo | Renaud Rebillaud                                                           | 4:02 |
| 5.  | Le prix à payer                      | Gims                 | Renaud Rebillaud                                                           | 4:19 |
| 6.  | Jasmine                              | Gims                 | Renaud Rebillaud                                                           | 3:34 |
| 7.  | Dans la cité                         | Gims                 | Yalatif Beatz                                                              | 2:22 |
| 8.  | Miami Vice                           | Gims                 | Gims, Renaud Rebillaud, Giancarlo Bigazzi, Bugatti Beatz, Raffaele Riefoli | 3:42 |
| 9.  | Naïf                                 | Gims                 | Renaud Rebillaud                                                           | 4:15 |
| 10. | Na Lingui Yo                         | Gims                 | Wisla & Bugatti Beatz                                                      | 2:56 |
| 11. | Je sais qui t'es                     | Gims                 | Renaud Rebillaud & Bugatti Beatz                                           | 3:28 |
| 12. | Reste (feat. Sting)                  | Gims, Sting          | Renaud Rebillaud                                                           | 3:51 |
| 13. | Very Bad Trip                        | Gims                 | Boumidjal                                                                  | 4:09 |

| 14. | Comme une ombre                              | Gims                         | Renaud Rebillaud     | 3:12 |
| 15. | Mets-moi bien                                | Gims                         | Renaud Rebillaud     | 3:33 |
| 16. | Te Quiero (avec DJ Assad feat. Dhurata Dora) | Gims, Dhurata Dora, DJ Assad | Trackstorm, DJ Assad | 3:15 |
| 17. | Ceci n'est pas du rap (feat. Niro)           | Gims, Niro                   | Bugatti Beatz        | 3:37 |

## Titres certifiés en France
- Mi Gna  Diamant
- Caméléon  Diamant
- La même  Diamant
- Loup garou  Platine
- Tu ne le vois pas  Platine
- Corazón Platine[29]
- Où aller Diamant[30]
- Le pire Platine[31]
- Entre nous c'est mort  Or
- Tu reviendras  Or
- Malheur, malheur  Platine
- Bella ciao  Diamant
- Christophe  Or
- Le prix à payer Or[32]
- 10/10 Platine[33]
- Miami Vice  Platine
- Hola Señorita  Diamant
- Reste  Diamant
- Gunshot Or[34]

## Classements et certifications

### Classements
| Classement (2018-20)          | Meilleure place |
| ----------------------------- | --------------- |
| Allemagne (Media Control AG)  | 48              |
| Belgique (Flandre Ultratop)   | 28              |
| Belgique (Wallonie Ultratop)  | 1               |
| France (SNEP)                 | 1               |
| Pays-Bas (Mega Album Top 100) | 93              |
| Suisse (Schweizer Hitparade)  | 1               |
| Suisse (Charts Romandie)      | 1               |

| Classement (2018)            | Position |
| ---------------------------- | -------- |
| Belgique (Flandre Ultratop)  | 153      |
| Belgique (Wallonie Ultratop) | 5        |
| France (SNEP)                | 2        |
| Suisse (Schweizer Hitparade) | 34       |

| Classement (2019)            | Position |
| ---------------------------- | -------- |
| Belgique (Wallonie Ultratop) | 20       |
| France (SNEP)                | 13       |
| Suisse (Schweizer Hitparade) | 81       |

### Certifications et ventes
| Pays           | Certification | Unités    |
| -------------- | ------------- | --------- |
| Belgique (BEA) | Platine       | 20 000    |
| France (SNEP)  | 2 × Diamant   | 1 000 000 |
| Suisse (IFPI)  | Or            | 10 000    |

## Historique de sortie
| Région / Pays | Date             | Version                    | Format                            | Label                        |
| ------------- | ---------------- | -------------------------- | --------------------------------- | ---------------------------- |
| Divers        | 23 mars 2018     | Ceinture noire (originale) | - CD - téléchargement - streaming | - Chahawat - Play Two - Sony |
| Divers        | 24 août 2018     | Ceinture noire (intégrale) | - CD - téléchargement - streaming | - Chahawat - Play Two - Sony |
| Divers        | 26 avril 2019    | Transcendance              | - CD - téléchargement - streaming | - Chahawat - Play Two - Sony |
| Divers        | 6 décembre 2019  | Décennie                   | - CD - téléchargement - streaming | - Chahawat - Play Two - Sony |
| France        | 13 décembre 2019 | Décennie                   | Vinyle                            | - Chahawat - Play Two - Sony |